# Cyrus Cornut
Cyrus Cornut est un artiste et photographe français, d’origine irano-irakienne, né en 1977.
Il est lauréat en 2021 du 26e prix HSBC pour la photographie.

## Biographie
Né en 1977 et d’origine irano-irakienne, Cyrus Cornut a vécu à Bagdad et au Caire. 
Il est architecte de formation, ce qui l’a amené à voyager en Asie essentiellement (Java, Sumatra, Bornéo, Malaisie, Thaïlande, Vietnam, Inde,..) et à ramener des images, « guidé simplement par le plaisir de photographier ».
En 2005, en Chine, une rencontre avec des photographes professionnels est déterminante. Il se met alors à photographier « en établissant des principes qui se voudront être la base d’une écriture à développer ». De retour en France, avec ce premier travail titré « Les villes sont comme des océans », il décide de devenir professionnel.
Ce premier travail sur les villes chinoises est exposé en 2006 aux Rencontres de la photographie d'Arles sous la direction artistique de Raymond Depardon,.
En 2021, Cyrus Cornut obtient le Prix HSBC pour la photographie avec sa série « Chongqing, sur les quatre rives du temps qui passe »,.
Cyrus Cornut vit et travaille à Paris. Il utilise une chambre photographique 4×5, « encombrante et nécessitant autant de technique que de patience ». Son travail est exposé en France et à l’étranger.

## Publications
Liste non exhaustive
- Atlas Paris, Antoine Brès, Thierry Sanjuan ; cartographie Madeleine Benoit-Guyod ; photographies Cyrus Cornut, Paris, Éditions Autrement, 2011
- Valophis renouvelle ses quartiers, [photographies] Cyrus Cornut, Françoise Huguier, Stéphane Lagoutte... [et al.] / Paris, Trans Photographic Press , 2011
- Atlas Paris, Antoine Brès, Thierry Sanjuan ; cartographie Madeleine Benoit-Guyod ; photographies Cyrus Cornut, Paris, Éditions Autrement, 2012
- Marie Desplechin (photogr. Klara Beck, Antoine Bruy, Cyrus Cornut, Charles Delcourt, Tim Franco, Lek Kiatsirikajorn, Olivia Lavergne, Simon Norfolk, Nyani Quarmyne, Sébastien Tixier), Pour une poignée de degrés, Éditions Light Motiv, 2017 (ISBN 9791095118046)
- Atlas de Londres : une métropole en perpétuelle mutation, Manuel Appert, Mark Bailoni, Delphine Papin ; cartographie Eugénie Dumas ; photographies Cyrus Cornut,  2018, Paris, Éditions Autrement, 2018
- Chongqing, sur les quatre rives du temps qui passe, Éditions Xavier Barral, Paris, 2021

## Expositions
Liste non exhaustive
- 2006 : Chine, Les villes sont comme des océans, Rencontres de la photographie d'Arles[3],[2]
- 2010 : Voyage en périphérie, avec le groupe France14, Abbaye de Montmajour, Rencontres de la photographie d'Arles[3],[4]
- 2014 : Le voyage d’Alberstein, avec Nicolas Cornut, Belleroche, Maison de l'intercommunalité, Rocheservière[7]
- 2015 : Le voyage d’Alberstein, avec Nicolas Cornut, Centre Atlantique de la Photographie à Brest[8]
- 2021 : Aassmaa Akhannouch & Cyrus Cornut, Galerie Esther Woerdehoff, Paris

## Prix et récompenses
Liste non exhaustive
- 2014 : Lauréat du Grand Prix des Albums du Muséum national d'histoire naturelle
- 2012 : Lauréat du visa de l'ANI, Promenades Photographiques de Vendôme
- 2018 :  Neutral Density Photography Awards, ND Photographer of the Year[9]
- 2018 : 1er prix du concours Singular Lens
- 2021 :  26e prix HSBC pour la photographie pour sa série « Chongqing, sur les quatre rives du temps qui passe »[5]

## Collections
- Collection Florence et Damien Bachelot
- Bibliothèque Nationale de France, Paris
- Arsenal de Metz
- Collection HSBC